# Cairpre Gabra
Cairpre Gabra est un territoire du Tethbae Nord  où régnait entre  le Ve siècle et le XIIe siècle un sept irlandais prétendant être issu de  Coirpre mac Néill. Leur domaine correspondait à la baronnie de  Granard de l'actuel comté de Longford en Irlande,,,.

## Étymologie
Cairpre Gabra est une corruption du gaélique : Cairbre Ua gCiardha qui peut être traduit par « les descendants de Coirpre ». Coirpre mac Néill (moderne irlandais : Cairbre) est réputé être le fils aîné de Niall Noigiallach l'ancêtre supposé des Uí Néill du Sud. La tradition retient que Coirpre épouse une princesse Fir Bolg dénommé Mulreany et règne dans au Nord de Longford de la Moat de Granard. Coirpre possède également des domaines près du Lough Erne et la baronnie de Carbury dans le comté de Sligo. Les premiers succès des Uí Néill dans le Leinster furent probablement imputable à ce Coirpre, supposé Ard ri Erenn.
Ó Duígeannáin établit que Cairbre Gabhra est identique avec l'ancien lieu nommé « Ciarbre Ua gCiardha » en désaccord avec l'identification de John O'Donovan comme « Carbury » dans le comté de Kildare,,.

## Tuath Glasraige & Brecraighi
Le territoire est présumé être une colonie frontière du royaume de Mide avant le VIIe siècle. Une vieille tradition folklorique nommée « La Révolte de l'Aithech Tuatha » présente le Tuath Glasraige comme régnant sur ce domaine autour de Granard et du Lough Sheelin (Tuath Glasraighe im Chairbre [Gabhra] agus Loch Silinn) mais rien n'est connu de cette tribu,,.  Bracan mac Máine Mór résidait probablement à Rathbracken dans le  nord de Granard. Ses descendant les Tuath Brecraighi, furent défait par le Cenél Coirpri en 751.

## Cairpre Gabra
Entre le Ve et le VIIe siècle, une branche des Uí Néill nommé le Cairpre Gabhra (gaélique : Cairbré Ua Ciarrdha) - descendants de Coirpre mac Néill) s'établit autour de Granard et du Lough Sheelin dans le Nord de Tethbae (approximativement dans le comté de Longford). Trois districts des sous septs du Cenél Coirpri recensés dans les généalogies furent puissants vers 700 a.p. J.-C., ils se nommaient le "Cairpri Laigin", le "Cairpri Gabra", et le "Cairbre Drom Cliabh (en)" bien que l'opinion actuelle est que le "Cairpri Laigin" est une construction postérieure. En outre, divers septs apparentés sous la désignation de Cenel Cairpre, Cairpre Mór, et Cairpre Gabra, figurent dans les annales d'Ulster à partir des VIIe, VIIIe et IXe siècles. Cairpre Gabra est mentionné pour la première fois dans les  Annales irlandaises sous l'année 731. On estime généralement qu'un grand groupe de Cairpre s'étirait du comté de  Sligo au comté de Longford à une date antérieure occupant le comté de Leitrim et une partie du comté de Fermanagh (Tuatha Ratha ou Magheraboy (en)) et qu'il fut divisé en deux par l'expansion du royaume de Bréifne sous les Uí Briúin.
Cairpre Gabra s'étendait entre les Túaths du Luigne-Gailenga à l'est, et 
Conmaicne Maigh Rein (en) au nord-ouest,. Centré sur Granard, Cairpre Gabra s'étendait le long de la frontière nord de l’ancien royaume de Mide, et comprenait la baronnie de Granard, et au moins une partie de la baronnie de Longford. Le Cairbre dut s'étendre aussi loin à l'est que Cúl (Coole) dans l'actuel comté de Westmeath. La frontière nord-ouest courait de Cluain Cusa (Clooncoose) à Crott (entre Slieve Carbry et Lake Naback) jusque aussi loin que le Lough Gowna, mais excluait une grande partie nord de la moderne baronnie de Granard. Le territoire des Cairpre atteint son expansion maximum au VIIIe siècle.
Les principales églises étaient Granard et Clonbroney,, supposées avoir été offertes à Saint Patrick lorsqu'il rend visite au "Coirpre" et donne des instructions à Guasacht mac Milchu de fonder une église à Granard, et à deux sœurs, Emers, de fonder une église à  Cluain Brónaigh (ClonBroney). Cairbre Gabra fut de ce fait un des premiers centres de christianisation dans le centre de l'Irlande.
Cairpre Gabra n'était pas un túath puissant et au XIe siècle les O'Cairbres furent conquis par les Ó Cuinns, Ó Fearghails, et d'autre tribus Conmhaícne (en). Caipre Gabra fut absorbé dans le grand royaume d'Annaly (en) ainsi nommé d'après « Anghaile » l'arrière-grand-père de Fearghail O'Farrell,. Annaly devint Longphoirt, désormais Longford, d'après la forteresse des O'Farrell de ce nom.
On estime qu'une lignée de la dynastie s'établit autour de Carbury dans le comté de Kildare au XIIe siècle à la suite de la pression exercée dans leur domaine original du nord-est du comté de Longford. Les Ó Ciardha (O'Keary ou O'Carey) issus de ce groupe seront institués Seigneur de Carbury à l'époque de l'invasion des Anglo-Normands.